# Новиков, Александр Николаевич (архитектор)
Алекса́ндр Никола́евич Но́виков (2 августа 1866 — 1940) — русский архитектор, работавший в Москве.

## Биография
Закончил Московское училище живописи, ваяния и зодчества в 1894 году, со званием неклассного художественного архитектора.
Работал помощником у архитектора Д, Н. Чичагова, в 1898 году состоял помощником участкового архитектора А. У. Белевича. Занимал должность смотрителя здания управления городских телефонов.

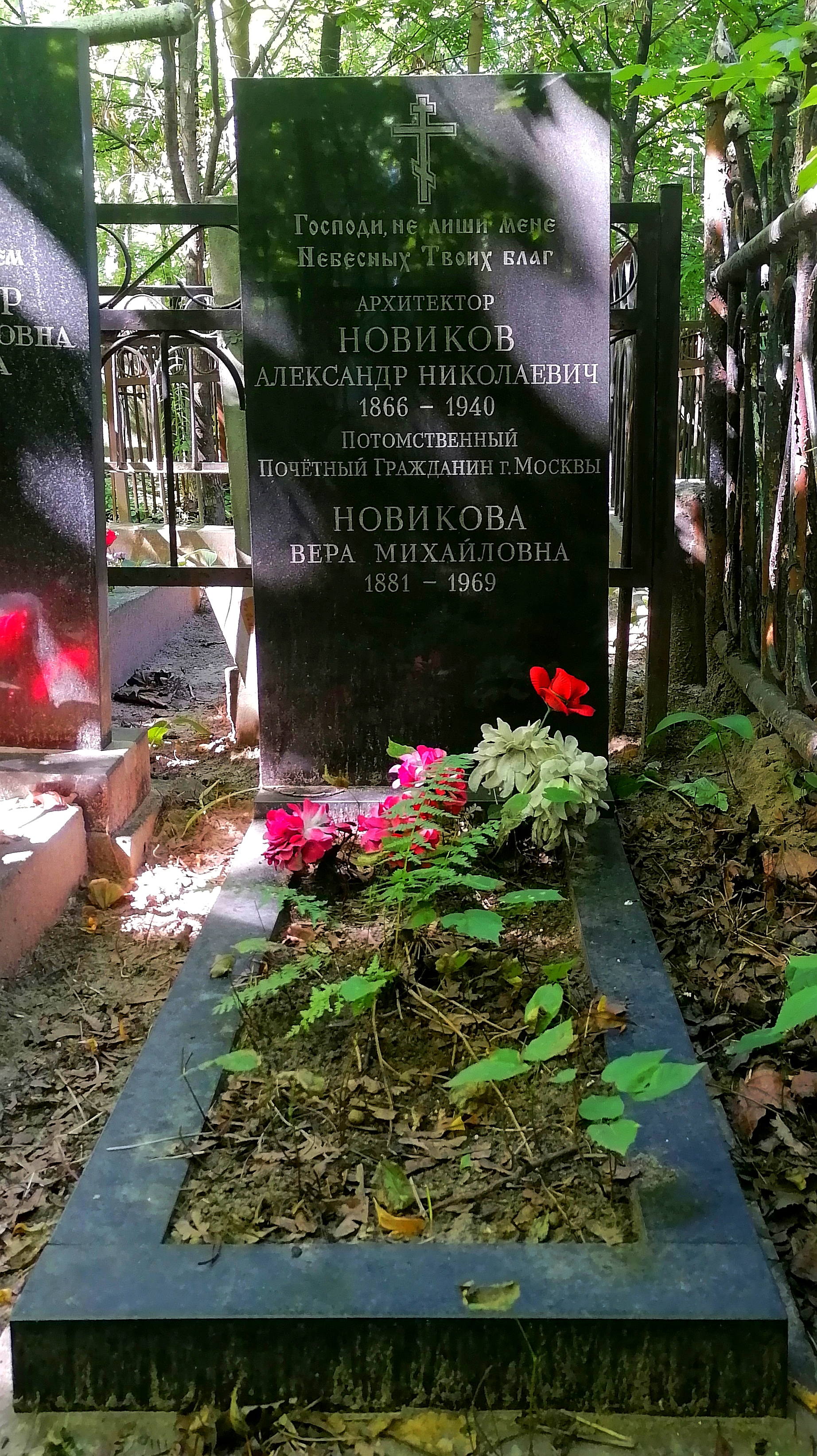
Могила на Введенском кладбище

Умер в 1940 году. Похоронен на Введенском кладбище (20 уч.).

## Проекты и постройки

Театр Омона

В Москве в число работ архитектора входят:
- павильоны в саду «Аквариум» , 1896 год, (не сохранились)
- театр Омона на Триумфальной площади, 1900 год, совместно с арх. М. А. Дурновым, (не сохранился)
- Зеркальный театр в саду «Эрмитаж», 1909 год, улица Каретный Ряд, 3. (реконструирован).